# Controladoria
A controladoria é uma área da Ciência Contábil, correspondendo ao atual estágio evolutivo da contabilidade. A Ciência contábil é a ciência que estuda e pratica as funções de orientação, controle e registro de atos e fatos da administração econômica. A contabilidade objetiva controlar e otimizar o patrimônio das entidades (pessoas físicas e jurídicas). A controladoria cuida do patrimonio empresarial por meio da identificação, mensuração, comunicação e decisão sobre os eventos econômicos. A controladoria, portanto, pode ser entendida como a ciência contábil evoluída. Como em todas as ciências, há o alargamento de seu campo de atuação, e esse alargamento do campo de ação da Contabilidade conduziu a que ela seja mais bem representada sistematicamente pela denominação de controladoria.  
Apesar de ser um campo da contabilidade, a controladoria possui estreita relação com a administração. Devido a esse fato, ela pode ser dividida didaticamente em controladoria administrativa e controladoria contábil, mas na prática profissional isso não é muito comum pois ambas as partes costumam ficar sob a égide de um único gestor (controller ou controlador). Ainda do ponto de vista contábil, em função desse relacionamento estreito com a Administração, a controladoria pode ser considerada como pertencente ao ramo especializado da contabilidade gerencial. 
Controladoria é uma carreira atraente e potencialmente lucrativa para contadores e aspirantes a estudantes de contabilidade. O controller  analisa e desenvolve informações financeiras, distinguindo-se dos contadores tradicionais por sua abordagem voltada para o futuro; Contadores tradicionais, em geral, são focados apenas no desempenho financeiro passado. 
O encarregado pela área de controladoria em uma empresa é chamado de controller ou controlador. Tal área é considerado um órgão de staff, ou seja, de assessoria e consultoria, fora da pirâmide hierárquica da organização.
O controlador é mais do que apenas um contador. O controller é o analisador, intérprete e divulgador de informações econômico-financeiras para todas as partes interessadas. Atua principalmente no planejamento, contabilidade e relatórios gerenciais. O controller é muitas vezes a liderança orçamentária, o historiador da empresa e o tradutor de números para não contadores e financistas ... tudo isso ao mesmo tempo. A posição do Controller é fundamental nas empresa - o que significa que é uma posição que não pode ser perfeitamente personalizada para atender ao seu gosto. Haverá ocasiões em que a precisão é sacrificada pela oportunidade, e o pensamento de generalista é considerado mais eficiente do que o pensamento orientado por detalhes.
O controller é mais do que apenas um supervisor dos departamentos contábeis e financeiros. Os controllers também devem orientar os líderes da empresa, fornecendo as informações financeiras necessárias para desenvolver estratégias bem-sucedidas, o que significa que o controller precisa ser capaz de comunicar informações contábeis e finanças para profissionais não-contadores. Ser responsável por todas as transações e contas exige que o controller não só entenda em profundidade da contabilidade e os outros departamentos da empresa, mas também ser capaz de construir relacionamentos a fim de se comunicar eficazmente com eles (os demais departamentos ou áreas funcionais da entidade).
A controladoria se apoia num sistema de informações e numa visão multidisciplinar, sendo responsável pela modelagem, construção e manutenção de sistemas de informações e modelos de gestão das organizações, a fim de suprir de forma adequada as necessidades de informação dos gestores conduzindo-os durante o processo de gestão a tomarem melhores decisões. Por isso é que se exige dos profissionais da controladoria uma formação sólida e abrangente a cerca do processo de gestão organizacional.

## Campo de ação da controladoria
Compreende as organizações, enquanto sistemas abertos e dinâmicos no ambiente. Por isso, a Controladoria encontra vasto material de pesquisa no campo da Teoria dos Sistemas.

## Processo de gestão empresarial e a controladoria
A controladoria, enquanto área responsável por suprir as necessidades de informações dos gestores de uma organização, necessita de uma metodologia de trabalho que lhe permita desenvolver esta atividade da forma mais dinâmica e econômica possível. A esta metodologia de trabalho é dado o nome de processo de controle.
O processo de controle é um modelo de gestão voltado à abordagem sistêmica das organizações e diz respeito às atividades desenvolvidas pela Controladoria, necessárias à geração de informações para o processo de tomada de decisões. Tais informações são decorrentes do monitoramento e controle, prévio ou não, do desempenho dos diversos setores e subsistemas de uma organização.

## Atividades da controladoria
A primeira atividade a ser desenvolvida pela controladoria refere-se à estipulação de parâmetros ou padrões de controle, que são definidos como as referências em relação às quais o desempenho da organização será comparado.
Os parâmetros de controle dividem-se em:
- Quanto a forma:
  - Unitários;
  - Intervalares;
- Quanto a origem:
  - Internos;
  - Externos;

Uma vez definidos os padrões de controle, a Controladoria necessita elaborar a projeção agregada dos resultados de todos os setores da organização. Para isso, ela deverá desenvolver um sistema de planejamento e controle orçamentário que possibilite a elaboração de projeções e simulações, considerando diferentes cenários, dos resultados operacionais, econômicos e financeiros da organização. Assim, os resultados projetados devem refletir a interação e os objetivos conflitantes existentes entre todos os subsistemas que compõem a organização.
Projetados os resultados, a controladoria passará a elaborar a análise comparativa entre os resultados e os padrões de controle previamente estabelecidos. Esta comparação objetiva apurar a existência de diferenças, denominadas desvios, entre os resultados e os padrões de controle.
Após apurada a existência de desvios, a controladoria deverá elaborar a análise da relevância, que visa apurar se os desvios são relevantes em termos de comprometimento dos objetivos organizacionais. Para isso, a controladoria faz uso dos padrões de controle do tipo intervalo, classificando os desvios em desvios de baixa relevância (situação
amarela) e desvios de alta relevância (situação vermelha). Caso seja apurado um desvio de baixa ou alta relevância, a controladoria deverá elaborar alternativas para uma possível solução do desvio ou problema, as quais serão repassadas aos gestores responsáveis pelos diversos setores organizacionais responsáveis pela ocorrência do desvio. 
A partir do momento em que as informações são repassadas aos gestores, a responsabilidade pela tomada de decisão ou escolha de qual alternativa utilizar será exclusiva deles.

## Princípios da controladoria
Princípio do controle futuroeste princípio prega que é preciso prever para corrigir antes, ou seja, é necessário que a função de controle trabalhe com informações projetadas, informações sobre o futuro.
Princípio da agregação dos subsistemasa controladoria deve considerar todos os setores da organização, uma vez que estes se auto relacionam para formar o sistema maior que é a organização. Este princípio é primordial para a elaboração do orçamento organizacional.

## Controler na CBO (Classificação Brasileira de Ocupações)
A Classificação Brasileira de Ocupações - CBO, instituída por portaria ministerial nº. 397, de 9 de outubro de 2002, tem por finalidade a identificação das ocupações no mercado de trabalho, para fins classificatórios junto aos registros administrativos e domiciliares. Os efeitos de uniformização pretendida pela Classificação Brasileira de Ocupações são de ordem administrativa e não se estendem as relações de trabalho. Já a regulamentação da profissão, diferentemente da CBO é realizada por meio de lei, cuja apreciação é feita pelo Congresso Nacional, por meio de seus Deputados e Senadores , e levada à sanção do Presidente da República.
O controler utiliza os mesmos códigos CBO que o contador, são eles:
| CBO     |                              | | Descrição Sumária |
| ------- | ---------------------------- | --- | --- |
| 2522-05 | Auditor (contadores e afins) | Auditor contábil, Auditor de contabilidade e orçamento, Auditor externo (contadores e afins), Auditor financeiro, Auditor fiscal (em contabilidade), Auditor independente (contadores e afins), Auditor interno (contadores e afins), Inspetor de auditoria | Legalizam empresas, elaborando contrato social/estatuto e notificando encerramento junto aos órgãos competentes; administram os tributos da empresa; registram atos e fatos contábeis; controlam o ativo permanente; gerenciam custos; administram o departamento pessoal; preparam obrigações acessórias, tais como: declarações acessórias ao fisco, órgãos competentes e contribuintes e administra o registro dos livros nos órgãos apropriados; elaboram demonstrações contábeis; prestam consultoria e informações gerenciais; realizam auditoria interna e externa; atendem solicitações de órgãos fiscalizadores e realizam perícia. |
| 2522-10 | Contador                     | Administrador de contadorias e registros fiscais, Analista contábil, Analista de balanço, Analista de contabilidade, Analista de contas, Analista de contas a pagar, Analista de custos, Assistente de contabilidade industrial, Assistente de contador de custos, Assistente de contadoria fiscal, Assistente de controladoria, Contabilista, Contador judicial, Controller (contador), Analista de Controladoria, Coordenador de contabilidade, Especialista contábil, Gerente de contabilidade, Inspetor de agência bancária, Subcontador, Supervisor de contabilidade, Técnico de controladoria | Legalizam empresas, elaborando contrato social/estatuto e notificando encerramento junto aos órgãos competentes; administram os tributos da empresa; registram atos e fatos contábeis; controlam o ativo permanente; gerenciam custos; administram o departamento pessoal; preparam obrigações acessórias, tais como: declarações acessórias ao fisco, órgãos competentes e contribuintes e administra o registro dos livros nos órgãos apropriados; elaboram demonstrações contábeis; prestam consultoria e informações gerenciais; realizam auditoria interna e externa; atendem solicitações de órgãos fiscalizadores e realizam perícia. |
| 2522-15 | Perito contábil              | Perito assistente (contador), Perito contador, Perito de balanço, Perito judicial contábil, Perito liquidador (contador) | Legalizam empresas, elaborando contrato social/estatuto e notificando encerramento junto aos órgãos competentes; administram os tributos da empresa; registram atos e fatos contábeis; controlam o ativo permanente; gerenciam custos; administram o departamento pessoal; preparam obrigações acessórias, tais como: declarações acessórias ao fisco, órgãos competentes e contribuintes e administra o registro dos livros nos órgãos apropriados; elaboram demonstrações contábeis; prestam consultoria e informações gerenciais; realizam auditoria interna e externa; atendem solicitações de órgãos fiscalizadores e realizam perícia. |

## Considerações finais
Sobre a controladoria, é necessário salientar as seguintes considerações:
- A qualidade do processo de controle será diretamente proporcional à qualidade do processo de planejamento;
- Apesar da complexidade existente nos procedimentos necessários à realização das atividades da Controladoria, estes procedimentos são aplicáveis em organizações de qualquer porte;

- A implantação de um processo de controle deve ser realizada de maneira a contemplar o monitoramento das principais variáveis de cada etapa do fluxo operacional da organização;
- A implantação de um processo de controle requer uma mudança cultural no processo de gestão organizacional.